# بلغان
بلغان، شهری در بخش هرم شهرستان جویم در استان فارس ایران است. این شهر، مرکز بخش هرم است.

## موقعیت جغرافیایی
بلغان در فاصله ۵۴ کیلومتری شمال شهر جویم و در شهرستان جویم قرار دارد. زبان این روستا لهجه ای از گویش فراسویی زبان لارستانی است که یکی از هفت ریشه اصلی زبان فارسی معیار است.
بلغان به عنوان مرکز بخش هرم است. محدودهٔ استحفاظی و حوزهٔ نفوذ بلغان از شرق تا روستای جلال‌آباد و از غرب تا خرده دره، از شمال به احمد محمودی و از جنوب به دو راهی کاریان، بلغان و دشت موش محدود می‌شود.
این شهر در موقعیت جغرافیایی ۵۳:۳۶’۱۱٫۰۰″ درجهٔ طول شرقی و ۲۸:۰۹’۰۴٫۷۶″ درجهٔ عرض شمالی قرار گرفته است.
بلغان در سال ۸۰ پرجمعیت‌ترین روستای منطقه بوده است. ارتفاعات غرب این روستا مرز فیزیکی آن را با کاریان مشخص می‌سازد. ارتفاعات قزل آلا درشمال شرقی بلغان و جنوب روستای چغان واقع است. کوه سیاه واقع درجنوب این شهر و نزدیک دشت موش است. روستای کوچکی به نام محمودآباد که ظرف سالیان اخیر تخلیه شده و اکثر اهالی آن در بلغان ساکن شده‌اند، در سمت شمال بلغان قرار دارد و هم‌اکنون آثار کمی از خانه‌های آن باقی است. شهر بلغان به صورت جادهٔ آسفالته با تمامی روستاهای اطراف ارتباط دارد که فواصل این روستاها از این قرار است:
«جلال‌آباد ۱۸ کیلومتر، لاغران ۷ کیلومتر، چغان ۱۳ کیلومتر، احمدمحمودی ۱۴ کیلومتر، کاریان ۷ کیلومتر، هرم ۱۵ کیلومتر و خورده دره ۲۰ کیلومتر»
بلغان خود در دامنهٔ کوه و ارتفاعات قرار دارد و شیب عمومی آن از طرف جویم به طرف خرده دره است. به طوری که در شمال بلغان در سالهای پربارش منطقه ای به صورت نمکزار و دریاچه ای از آب تا ماه‌ها باقی می‌ماند.

## مشاهیر
- خواجه حسینعلی دبیری بلغانی
- شیخ عبدالعزیز روستایی
- اکبر میرمحمد
- خواجه ابوطالب بلغانی
- خواجه اشرف بلغانی
- شیخ زین الدّین علی انصاری
- جلال الدین محمدی سازنده بلندترین برج جنوب کشور

## جمعیت
بر پایه سرشماری عمومی نفوس و مسکن در سال ۱۳۹۵، جمعیت شهر بلغان برابر با ۳٬۶۴۰ نفر (۹۴۷ خانوار) بوده است.